# Basm

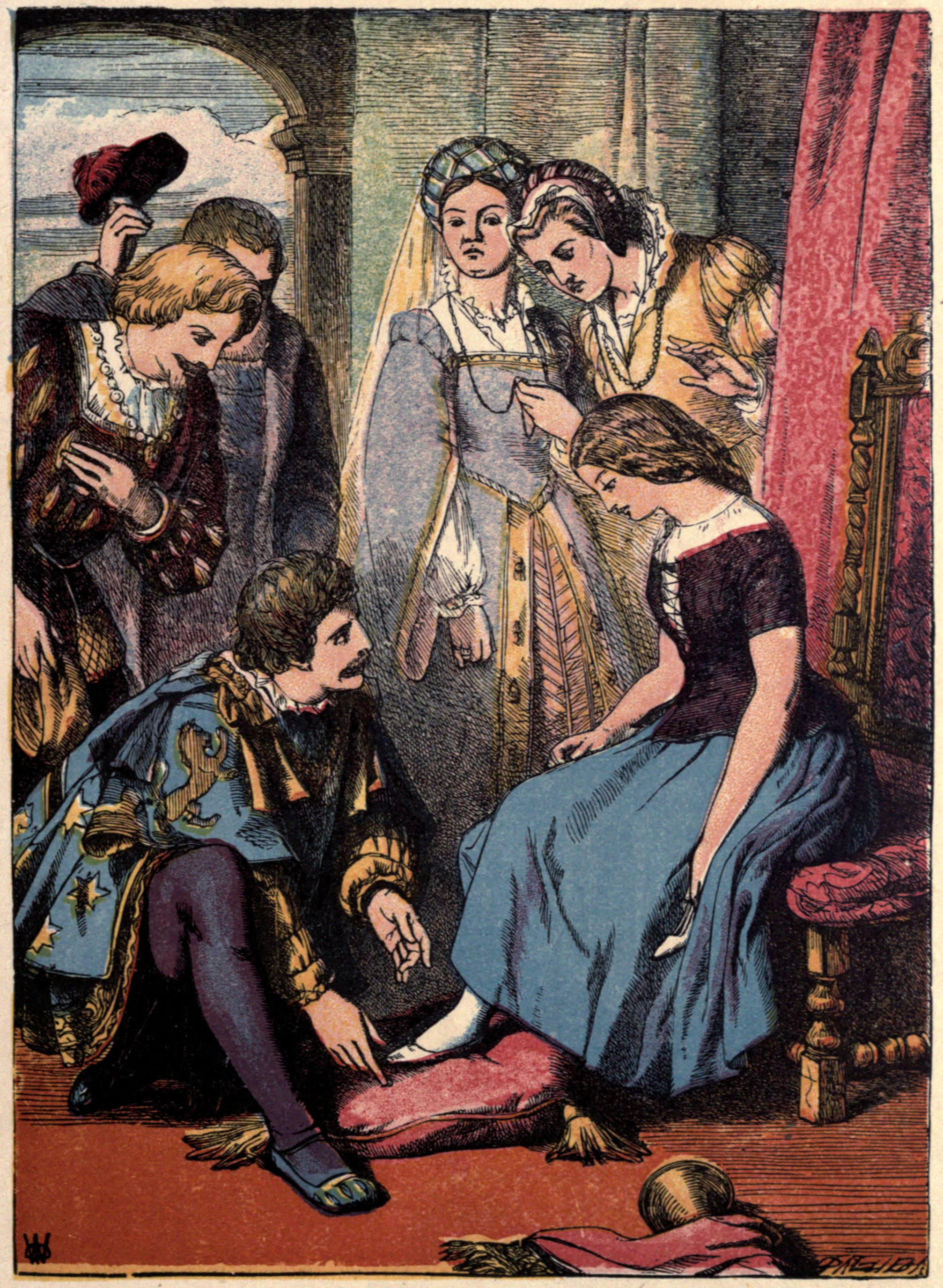
Cenușăreasa
Ilustrație din 1865</br>

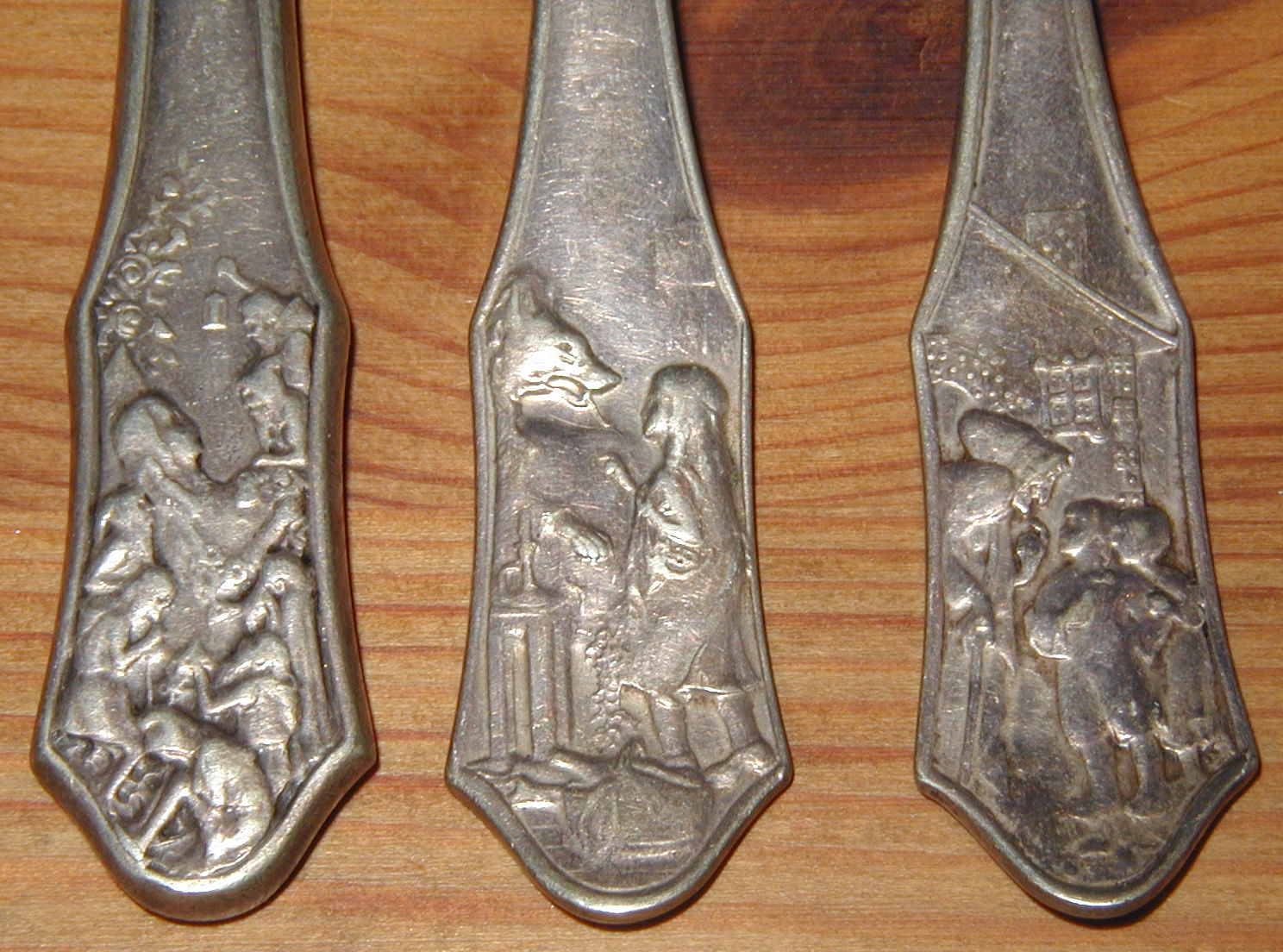
Tacâmuri pentru copii. Detaliu ilustrând scene din povești: Albă ca zăpada, Scufița Roșie și Hansel și Gretel.

Basmul (din sl. basnŭ: născocire, scornire), numit și poveste, este alături de povestire, snoavă și legendă, una dintre cele mai vechi specii ale literaturii orale, semnalată încă din antichitate, răspândită într-un număr enorm de variante la toate popoarele.
Basmul este o specie de narațiune în proză, bazată pe elementulm fantastic, exprimând lupta dintre bine și rău și biruința finală a binelui. Termenul este împrumutat din limba slavă și este întâlnit prima dată în Muntenia, extinzându-se apoi și în celelalte provincii românești.
Indiferent de tip, basmul diferă de restul scrierilor fantastice, precum nuvela, prin aceea că prezintă evenimente și personaje ce posedă caracteristici supranaturale, fără a pretinde că acestea sunt reale sau seamănă cu realitatea, miraculosul din basme purtând, astfel, numele de fabulos și reprezentând, de fapt, un fantastic convențional, previzibil, ce vine în contrast cu fantasticul autentic modern, unde desfășurarea epică și fenomenele prezentate sunt imprevizibile, insolite și se manifestă în realitatea cotidiană, drept o continuare a ei.

## Origini
Despre originea basmelor au existat mai multe teorii, mai importante fiind: teoria mitologică, teoria antropologică, teoria ritualistă și teoria indianistă. Mitul, istoria sacră, înscrisă în timpul „circular, reversibil și recuperabil”, vorbește despre zei, despre ființe fantastice cu abilități pentru călătorii cosmice și terestre. Basmul induce și ideea de lume repetabilă, existentă în tipare arhaice, atemporale, încă de la începutul începuturilor. Unele gesturi sunt magice, cum ar fi scuipatul de trei ori în urmă; la fel, petele de sânge de pe batistă pot arăta că fratele de cruce este mort. Plantele pot adăposti copii: un dafin are în el o fată care iese doar noaptea pentru a culege flori. Zmeii sau balaurii aleargă după carne de om sau o miros de departe când se întorc acasă și aruncă buzduganul de la distanță. Unele pedepse, cum ar fi aceea de a decapita persoana și a o arde, aruncând cenușa în patru direcții, sunt de certă inspirație arhaică, din comunitățile primitive.
Relația dintre basm și mit a fost stabilită de frații Grimm, de Wesselski și de Propp: basmul are ca sursă certă de inspirație mitul, iar cele două specii au existat de la început la popoarele arhaice, uneori confundându-se. Cu timpul, însă, mitul a pierdut importanța pe care o avea prin „degradarea sacrului” și transformarea lui în profan, zeii și eroii mitici fiind înlocuiți cu personaje umane, cu puteri însă supranaturale, în basmul fantastic, sau cu personaje comune, în cel nuvelistic. Pe această pantă a desacralizării, zeitatea supremă a pădurii devine Strâmbă-Lemne, adică un personaj cu puteri specifice mediului în care trăiește; foarte băutor, devine Setilă, în timp ce zeul ubicuu, uriașul care pășește de pe un munte pe altul, devine Munte Vânăt, având capacitatea de a fi peste tot, de a sta cu picioarele pe lună și cu capul sub un stejar, calități pe care le întâlnim la Păsări-Lăți-Lungilă. Teoriile moderne vorbesc de poligeneza basmelor, de originea multiplă, de influențele reciproce, ca și de structurarea unei tipologii coerente a acestei specii literare.

## Clasificare
După caracteristicile personajelor, specificul și tematica acțiunii, predominanța elementelor miraculoase sau a aspectelor concrete de viață, basmele se clasifică în:
- fantastice, cele mai semnificative și mai răspândite, desprinse de regulă din mit, cu o pregnanță a fenomenelor miraculoase,
- animaliere, provenite din dezvoltarea narativă a legendelor totemice despre animale, chiar despre plante sau unele obiecte simbolice,
- nuvelistice, având ca punct de pornire snoava, în narațiune semnalându-se o puternică inserție a aspectelor reale, concrete de viață.

După autor, basmele pot fi:
- populare, creație a colectivității anonime,
- culte, creație a unui autor cunoscut.

### Basmul fantastic (popular)

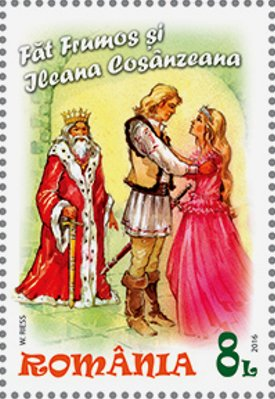
Făt-Frumos și Ileana Cosânzeana, cuplul de frunte al basmelor românești

Prin basm fantastic înțelegem o narațiune continuă, în general de o anumită lungime, practic, întotdeauna în proză, serioasă în întregul ei, deși umorul nu este exclus în nici un fel, centrată pe un erou sau o eroină, de regulă sărac(ă) sau nevoiaș(ă) la început, care, după o serie de aventuri în care elementul supranatural joacă un rol important, își atinge scopul și trăiește fericit(ă) de atunci încolo.
Verosimilitatea basmului fantastic trimite spre o vreme îndepărtată, in illo tempore, când a umblat Dumnezeu cu Sfântu Pătru pă Pământ, când erau viteji cu urieși, adică într-un timp mitic. Despre veridicitatea faptelor petrecute într-un timp atât de îndepărtat și insondabil chiar cu percepția omului modern, există accepțiunea: „nu credea nimenea, toată lumea vede că sunt basme de pierdut vremea, poate copiii ăștia mai mici cred că așa a fost. Nu, ce să crezi în minciuni? Niciodată n-o existat oameni care să creadă, chiar dacă n-o știut carte.” Inserția în „timpul mitic” este dată de formule inițiale și finale, care fixează timpul narativ în care se proiectează acțiunea, iar la sfârșit închide această buclă temporală, prin revenirea în timpul real.
Formulele pot fi diversificate, uneori foarte expresive și dezvoltate, precizând și atitudinea naratorului față de faptele povestite și caracterul lor miraculos, aproape paradoxal, dar toate au ca nucleu precizarea de ordin temporal: „A fost odată ca niciodată; că, de n-ar fi, nu s-ar mai povesti; de când făcea plopșorul pere și răchita micșunele; de când se băteau urșii în coade; de când se luau de gât lupii cu mieii de se sărutau înfrățindu-se; de când se potcovea puricele la un picior cu nouăzeci și nouă de oca de fier și s-arunca în slava cerului de ne aducea povești: De când scria musca pe perete,/ Mai mincinos cine nu crede.”. Sau o formulă de final: „Iar eu, isprăvind povestea, încălecai p-o șea și vă spusei dumneavoastră așa; încălecai p-un fus, să fie de minciună cui a spus; încălecai p-o lingură scurtă, să nu mai aștepte nimica de la mine cine-ascultă; iar descălecând de după șea, aștept un bacșiș de la cine mi-o da: Basm băsmuit,/Gura i-a trosnit,/Și cu lucruri bune i s-a umplut”. Formulele mediane mențin discursul narativ în același timp al fabulei, făcând conexiunea între secvențele narative, arătând durata, continuitatea, deplasarea fără sfârșit: „Și se luptară,/ Și se luptară,/ Zi de vară până seară” sau „Zi de vară/ Până seară,/ Cale lungă,/ Să-i ajungă.”

### Basmul nuvelistic
Basmul nuvelistic este o narațiune cu caracter general, în care eroul este urmărit din copilărie până la o vârstă a împlinirii în viață. Din om simplu, el ajunge împărat sau dobândește alte măriri. Eroul combină, în acest tip de basm, inteligența cu viclenia, reușind, în cele din urmă, să depășească orice întâmplare potrivnică. Din punct de vedere al vechimii, basmul nuvelistic este mai recent decât basmul fantastic, marcând și o anume demitizare a personajului, care este ales din lumea comună. În literatura română, basme nuvelistice populare sunt cele cu Păcală, Băiet Sărac, iar, de exemplu, basm cult este Dănilă Prepeleac, de Ion Creangă.

### Basmul cult
Paralel cu eforturile de fixare în scris a basmului popular, apare basmul cult, care preia motivele și tehnicile narative ale acestuia. Chiar culegătorii de folclor devin povestitori, ca în cazul lui Petre Ispirescu, care actualizează și recreează basmul, păstrând funcțiile principale, formule fixe, oralitatea, anumite expresii, dar adăugând o tentă ușor moralizatoare sau aluzii mitologice de sorginte livrească. Scriitorii devin ei înșiși autori de basme, cunoscuți fiind Nicolae Filimon, Alexandru Odobescu, Ion Creangă, Mihai Eminescu, Ion Luca Caragiale, Ioan Slavici, Barbu Ștefănescu-Delavrancea, Mihail Sadoveanu.
Basmul cult, împlinit printr-o inserție expresivă specifică stilului marilor scriitori, își armonizează structurile narative, dobândind unitate și fluență discursivă, preluând viziunea scriitorului și integrând teme și motive caracteristice ale operei acestuia. Scriitorul respectă de regulă structura și tipologia basmului popular, dar poate aduce modificări ale viziunii naratorului, alternând persoana a treia cu persoana întâi și a doua, creând o comunicare mai directă cu cititorul și dând uneori o nuanță subiectivă expunerii faptelor. În același timp, se pot identifica particularități ale stilului, modalități portretistice și motive proprii autorului în scenariul basmului, care îi conferă originalitate și atractivitate.
Basmul cult estompează de cele mai multe ori miraculosul și fantasticul, dându-le o mai mare verosimilitate, și în același timp reduce caracterul convențional al unor secvențe narative, adăugându-le semnificații și efecte specifice literaturii culte.
G. Călinescu numea basmul cult „o oglindire a vieții în moduri fabuloase”, „un gen vast, depășind cu mult romanul, fiind mitologie, etică, știință, observație morală etc. Caracteristica lui este că eroii nu sunt numai oameni, ci și anume ființe himerice, animale. […] Când dintr-o narațiune lipsesc acești eroi himerici, n-avem de a face cu un basm.”
Basmul a apărut în epica populară, ulterior pătrunzând și în literatura cultă (în sec. al XIX-lea, în perioada de afirmare a esteticii romantice). Este o specie a epicii (culte), cu narațiune amplă, implicând supranaturalul sau fabulosul. Personajele (oameni, dar și ființe himerice) sunt purtătoare ale unor valori simbolice: binele și răul în diversele lor ipostaze. Conflictul dintre bine și rău se încheie, de obicei, prin victoria forțelor binelui. Eroul (protagonistul) este ajutat de ființe supranaturale, animale fabuloase sau obiecte magice și se confruntă cu un adversar (antagonistul). Eroul poate avea trăsături omenești, dar și puteri supranaturale (de exemplu, capacitatea de a se metamorfoza). Clasificarea sau funcțiile personajelor, prin raportare la erou (în basmul popular): răufăcători (produc o daună care trebuie corectată de erou), donatori sau furnizori (personaje întâlnite întâmplător de erou, care îi dăruiesc un obiect miraculos ce-l va ajuta la nevoie), ajutoare (se pun la dispoziția eroului care duce la bun sfârșit o sarcină, cu sprijinul lor). Parcurgerea drumului maturizării de către erou presupune un lanț de acțiuni convenționale sau momentele subiectului: situația inițială de echilibru, intriga (evenimentul care dereglează echilibrul inițial), acțiunea de restabilire a echilibrului (călătoria eroului, apariția donatorului și ajutoarelor, trecerea probelor), deznodământul (refacerea echilibrului, răsplata eroului și pedepsirea răufăcătorului).
În basmul cult, autorul preia tiparul narativ al basmului popular, dar reorganizează evenimentele stereotipe conform viziunii sale artistice și propriului său stil. Basmul cult imită relația de comunicare de tip oral din basmul popular, ceea ce conferă oralitate stilului.
Particularitățile basmului cult:
- clișee compoziționale: formule tipice (inițiale, mediane, finale);
- motive narative diverse: călătoria, lupta, victoria eroului, probele depășite, demascarea și pedepsirea răufăcătorului, căsătoria și răsplata eroului etc.;
- specificul reperelor temporale (timpul fabulos, mitic) și spațiale (tărâmul acesta și tărâmul celălalt) – sunt vagi, imaginare, redate la modul general ;
- stil elaborat, îmbinarea narațiunii cu dialogul și cu descrierea;
- cifre magice, simbolice;
- obiecte miraculoase;
- întrepătrunderea planurilor real – fabulos; fabulosul este tratat în mod realist;
- convenția basmului (acceptată de cititor): acceptarea de la început a supranaturalului ca explicație a întâmplărilor incredibile.

## Teoria basmelor
Toate basmele din lume corespund unui set de scheme narative arhetipale. O clasificare extrem de precisă a fost realizată în 1910 de folcloristul finlandez Antti Aarne (1867-1925), completată mai apoi de un american, de Stith Thompson. Clasificarea Aarne-Thompson include azi 2 340 tipuri diferite de basme.
Folcloristul rus Vladimir Propp în studiul „Morfologia basmului” a aprofundat structura naratologică a basmelor populare rusești. Pornind de la clasificarea sa formaliștii ruși au dezvoltat naratologia, o știință care studiază elementele din care sunt alcătuite narațiunile.
Criticul român de literatură, George Călinescu, a studiat basmele în studiul său „Estetica basmului”, cu rezultate mai mult decât meritorii.

## Basmele și psihanaliza
Bruno Bettelheim a descris modul în care schemele narative arhetipale pot fi raportate la invarianți psihici sau psihanalitici autorizând și o reinterpretare a conținutului lor. Recent a apărut și opera analitică a Clarissei Pinkola Estés pe un corpus de basme populare, de fabule și de mituri, pornind de la o interpretare psihanalitică dintr-un studiu clasic al lui Carl Gustav Jung a adus o contribuție semnificativă și o cheie de lectură contemporană. Există două categorii de basme, cele populare, care pot fi culese de un autor oarecare sau de un folclorist sau cele culte, scrise în epoca Romantismului, după modelul basmelor populare cu spiriduși. Patrimoniul de basme europene a început să se formeze la sfârșitul secolului al XVII lea.
Principalii culegători și adaptatori de basme au fost Charles Perrault (1628-1703), Madame d'Aulnoy, în Franța, frații Jacob și Wilhelm Grimm în Germania, Alexandre Nikolaïévitch Afanassiev (1826-1871) în Rusia.

## Basmele românești
Basmele românești au intrat în atenția scriitorilor relativ târziu, în epoca marilor clasici și a Junimii. Atunci foarte activi în culegerea basmelor și apoi în scrierea unor basme culte au fost scriitorii Vasile Alecsandri, Alexandru Odobescu („Basmul feciorului de împărat fără noroc la vânat” din eseul „Pseudokynegetikos”), Mihai Eminescu (autorul mai multor basme originale, între care și Făt Frumos din Tei, Cenușotca - o variantă a Cenușăresei), Ioan Slavici, Ion Luca Caragiale, și puțin după aceea și Petre Ispirescu. În ultimul timp, în România scriitorul care a publicat basme culte este Petre Crăciun (Floarea înțelepciunii și Iarba puterii, în 2002 și Basme, Editura Zorio, 2013, Basme pentru familia mea, Ed. Zorio 2014)

## Povești și povestitori
Basmele populare sunt parte a memoriei colective, a ceea ce Jung numește inconștient colectiv. Cu toate acestea primele care le-au cules au fost femeile, deși marii povestitori europeni sunt bărbați. O perspectivă europocentristă este destul de periculoasă deorece există foarte multe basme și în afara spațiului european, basme arabe (culese în ciclul O mie și una de nopți), basme persane, basme africane, basme chinezești, basme coreene sau basme japoneze.